# Sandra Pawełczak
Sandra Pawełczak (ur. 16 lipca 1987) – polska kajakarka, brązowa medalistka mistrzostw świata.
Jest zawodniczką UKS Dojlidy Białystok. Brązowa medalistka mistrzostw świata 2010 w Poznaniu w konkurencji kajaków w K-4 (razem z Anetą Konieczną, Karoliną Naja i Magdaleną Krukowską) na dystansie 500 m.

## Osiągnięcia
Mistrzostwa świata:
- 2005 – III miejsce
- 2007 – V miejsce
- 2009 – VII miejsce
- 2010 – III miejsce (K4 500m)

Mistrzostwa Europy:
- 2005 – III, III miejsce
- 2006 – IV, V miejsce
- 2007 – I, III miejsce
- 2008 – II, II miejsce
- 2009 – IV, VIII miejsce

Mistrzostwa Europy U23:
- 2007 – V, IV miejsce
- 2008 – I miejsce
- 2010 – I miejsce (K4 500m), III miejsce (K2 500m)

Puchar Świata:
- 2006 – II, II miejsce
- 2008 – II i III miejsce
- 2009 – I, I, I, I miejsce
- 2010 – IV, IV, V, VI miejsce

Mistrzostwa Polski seniorów:
- 2010 – II miejsce (K1 1000m), V miejsce (K1 500m)

Młodzieżowe Mistrzostwa Polski do 23 lat:
- 2005 – I miejsce
- 2006 – I, I miejsce
- 2007 – I, III miejsce
- 2009 – I, I miejsce
- 2010 – II miejsce (K1 500m)

Akademickie mistrzostwa świata:
- 2010 – III miejsce (K4 500m), III miejsce (K2 500m)

Akademickie mistrzostwa świata:
- 2010 – IV miejsce (K4 500m)